# Polykaón (Messénie)
Polykaón (řecky Πολυκάων) byl v řecké mytologii prvním králem starověké řecké polis (město), Messene.
Byl to syn Lelexe, krále Spart, a nymfy Peridey (Kleochareia). Jako mladší bratr Mylese, kterému připadlo otcovo království, neměl nárok na spartský trůn. Messene, dcera krále Triopa z Arga, byla jeho manželka. Byla zklamaná, protože se, navzdory svému postavení princezny, provdala za muže bez nároku na trůn. Dala proto Polykaónovi návrh, aby shromáždil v Argosu a Spartě bojovníky a založil nové, vlastní království. Podmanili si zemi, kterou podle Polykaónovy manželky pojmenovali Messénie. Založili tam několik měst, mezi jinými i Andanii, která se stala hlavním městem královského páru.